# Most Przyjaźni
Most Przyjaźni (także Most Giurgiu-Ruse; rum. Podul Prieteniei Giurgiu-Ruse, bułg. Мост на дружбата – Most na drużbata, Дунав мост – Dunaw most) – drogowo-kolejowy most przez Dunaj na granicy rumuńsko-bułgarskiej.
Most łączy miasta Giurgiu po stronie rumuńskiej i Ruse po stronie bułgarskiej oraz odpowiednio drogi nr 5 i nr 2. Przez most przebiegają trasy europejskie E70 i E85. Linia kolejowa przebiegająca przez most prowadzi do Bukaresztu po stronie rumuńskiej, a po stronie bułgarskiej rozgałęzia się do Wielkiego Tyrnowa i do Warny.
Architektem mostu był Bułgar Georgi Owczarow. Most ma konstrukcję kratownicową ze stali i 2,8 km długości. Środkowe przęsło, długości 85 m, może się podnosić dla przepuszczania dużych statków. Na górnym poziomie jest droga z dwoma wąskimi pasami ruchu, na dolnym – linia kolejowa. Nie ma oddzielnej sekcji dla pieszych ani dla rowerzystów. Na obu końcach mostu stoją prostokątne wieże na kolumnach. Przejazd przez most jest płatny, myto wynosi 3 euro za jednorazowy przejazd samochodem osobowym (w 2019).
Most został oddany do użytku 20 czerwca 1954 po dwuipółletniej budowie, prowadzonej przez Bułgarię i Rumunię przy pomocy ZSRR. Miał stanowić przykład przełamania wrogości między bratnimi państwami demokracji ludowej. W chwili oddania do ruchu był to najdłuższy most drogowo-kolejowy w Europie. Do 2013 roku był to jedyny most drogowy na dunajskim odcinku granicy rumuńsko-bułgarskiej i jeden z niewielu w dolnym odcinku Dunaju. Kolejne znajdowały się dopiero w Fetești-Cernavodă (na rumuńskiej autostradzie A2) i w Żelaznej Bramie (właściwie jest to przejazd szczytem zapory wodnej).
W czerwcu 2013 otwarto drogowo-kolejowy Most Widin-Calafat, drugi most na dunajskim odcinku granicy rumuńsko-bułgarskiej.